# King's Quest III: To Heir Is Human
King's Quest III: To Heir Is Human (En español La búsqueda del rey III: Heredar es humano) es la tercera entrega de la saga de aventuras gráficas King's Quest, creada por Roberta Williams y publicada por Sierra Online en 1986. Tras la caída del fallido IBM PCjr, fue la primera entrega publicada originalmente para DOS, versión que salió simultáneamente para Apple II. Posteriormente aparecería para Apple IIGS, Amiga, Atari ST, Mac y TRS-80 CoCo. Destaca además por ser el primer juego de la saga en el que aparece completa la familia real de Daventry: Graham, Valanice, Alexander y Rosella.

## Argumento
Gwydion es un joven que vive esclavizado desde que nació por el malvado brujo Mannanan, como un sirviente encargado de realizar todas sus tareas domésticas, y bajo la permanente amenaza de que si intenta abandonar la mansión donde ambos residen, será ejecutado. Sin embargo, aprovechando cualquier ausencia del mago, Gwydion comienza a explorar mundo, con la intuición de que él no pertenece a ese lugar, así como las zonas prohibidas de la mansión, donde Mannanan elabora sus hechizos. Así, comienza a aprender a realizar hechizos mágicos, y con uno de ellos transforma a Mannanan en un gato, liberándose de él.
Después, en su camino descubrirá por un oráculo que debe viajar hasta el reino de Daventry, al otro lado del mar, para encontrar las respuestas a todas sus preguntas. Al llegar allí, descubre que el reino está siendo asolado por un dragón, que ha secuestrado a la princesa Rosella, hija de los reyes Graham y Valanice, y se enterará al mismo tiempo de que su verdadero nombre es Alexander, que es el hermano gemelo de Rosella y que fue robado de su cuna por Mannanan 18 años atrás. Ahora, Alexander debe rescatar a Rosella antes de que el dragón le haga daño...

## Conexiones con el resto de la saga
Este es el primer título de la saga que influye en títulos posteriores de la misma en lugar de ser una mera continuación. Los acontecimientos de la trama influirán decisivamente en King's Quest V, y a través de esta también tendrán su eco en King's Quest VI. Mannanan es el hermano del villano de la quinta parte, Mordack, y su transformación en gato es la motivación para que Mordack secuestre a la familia real de Daventry. Mannanan y Mordack, asimismo pertenecen a una extraña hermandad oscura que se descubre en King's Quest VI y a la que también pertenece el villano de la sexta parte, Abdul Alhazred.

## Sistema de control
King's Quest III tiene el mismo sistema de control que los dos títulos anteriores, puesto que al igual que ellos está basado en el parser AGI. Sin embargo, al basarse en la versión 3 de este parser, muestra algunas mejoras gráficas respecto a aquellos. Mantiene la resolución 160x200, pero con una paleta de colores mejorada. Asimismo, aumenta drásticamente el tamaño del mundo a explorar, así como la dificultad y la duración del juego. Se introduce un sistema de claves original, basado en recetas para elaborar hechizos indispensables para avanzar a lo largo del juego que se encuentran en el manual de usuario.